# Kurt-Schumacher-Haus (Hamburg)

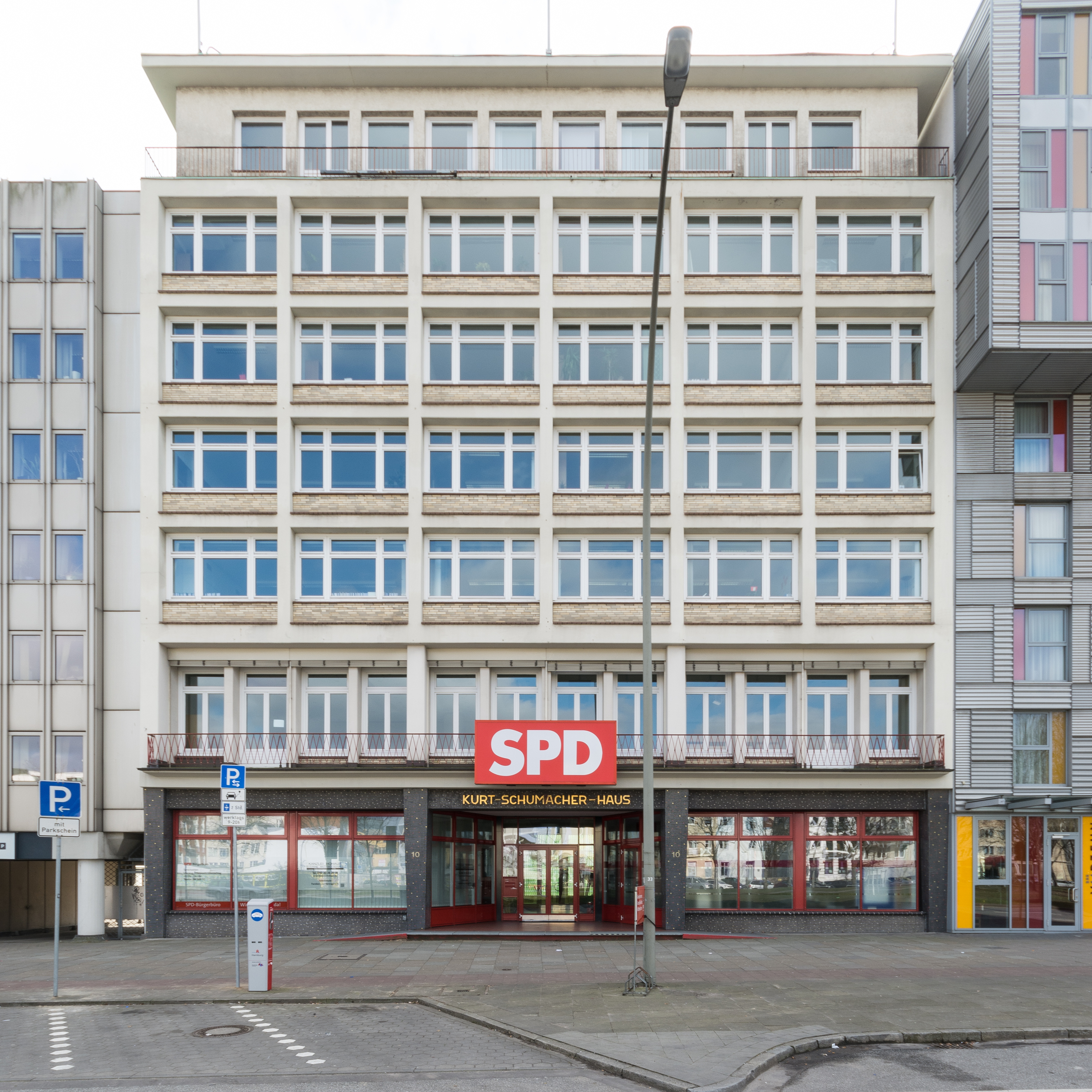
Ansicht von der Kurt-Schumacher-Allee

Das Kurt-Schumacher-Haus im Hamburger Stadtteil St. Georg ist ein denkmalgeschütztes Bürogebäude und Sitz der SPD-Landesorganisation Hamburg. Es wurde in den Jahren 1956/57 erbaut und ist nach dem ersten Parteivorsitzenden der Nachkriegszeit Kurt Schumacher benannt. Der Bau war 1954 von einem Landesparteitag beschlossen worden, drei Jahre später zogen neben dem SPD-Landesverband auch die Regionalbüros der IG Metall als erste Mieter ein. Der Standort an der heutigen Kurt-Schumacher-Allee (damals noch Besenbinderhof) war bewusst gewählt, da sich in der Nähe der traditionsreiche Gebäudekomplex des Hamburger Gewerkschaftshauses und anderer Organisationen der Arbeiterbewegung befindet. Finanziert wurde der Bau unter anderem durch eine Spendenaktion unter Parteimitgliedern und Anhängern, die für 1 DM einen Backstein kaufen konnten.

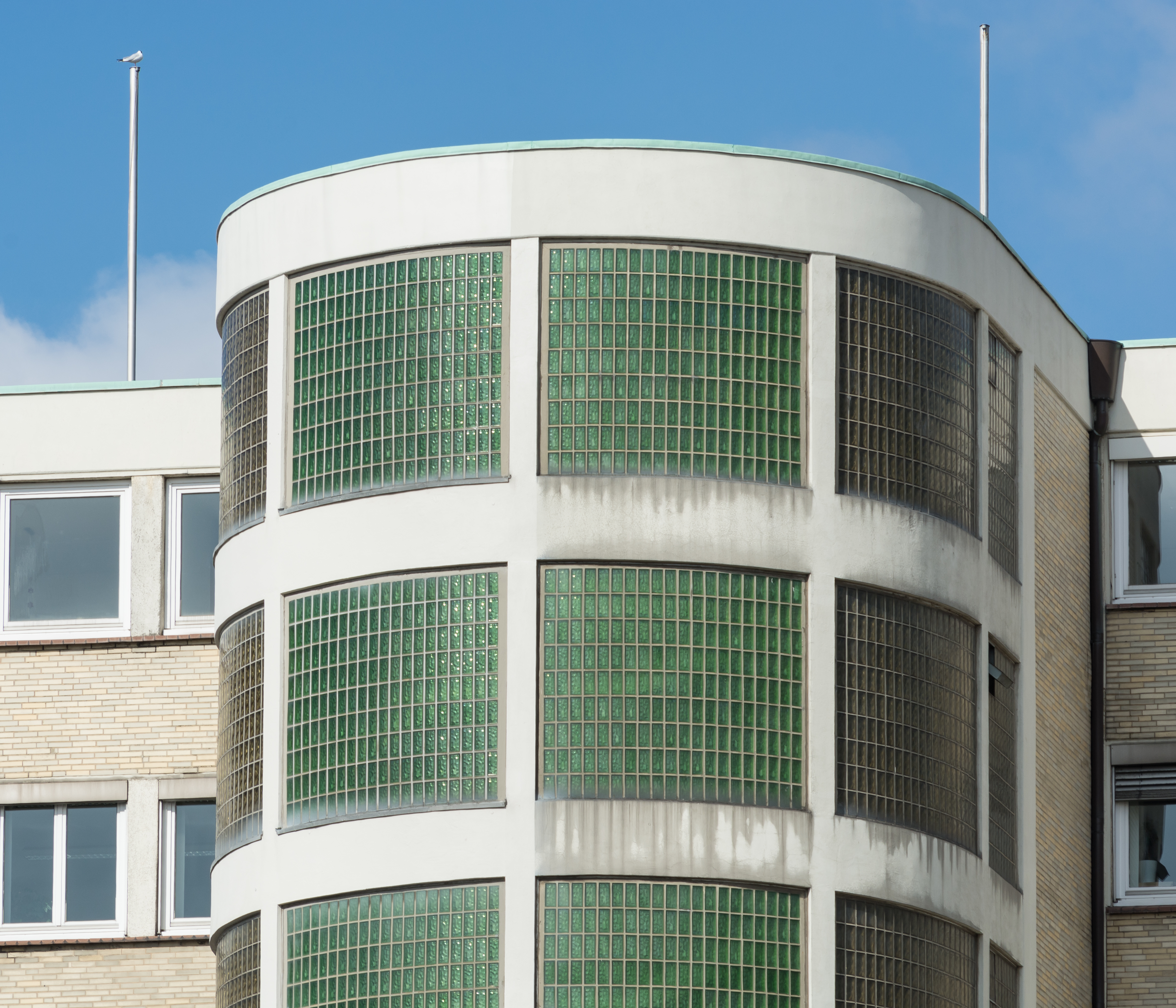
Rückansicht mit Treppenhaus

Das siebengeschossige Gebäude ist ein typischer Vertreter der Nachkriegsmoderne mit Staffelgeschoss, Rasterfassade und hellen Klinkerelementen. Bemerkenswert ist ein die gesamte Hausbreite einnehmender „französischer“ Balkon vor dem Sitzungssaal im ersten Obergeschoss. Markant und weithin sichtbar ist außerdem der halbrunde Treppenhausturm mit grünen Glasbausteinen auf der Rückseite des Gebäudes. Das Haus ist unter der Nummer 13746 in die Hamburger Denkmalliste eingetragen.
Das Haus wird heute hauptsächlich durch die Landespartei, den SPD-Kreisverband Hamburg-Mitte, den Juso-Landesverband sowie für Abgeordnetenbüros genutzt. Lediglich die Räume im Erdgeschoss sind vermietet. Eigentümer ist bis heute nicht die Partei selbst, sondern die Baugemeinschaft Besenbinderhof, ein „kleiner Verein mit handverlesenen Mitgliedern“, darunter ehemalige Landesvorsitzende der SPD. Dieses Konstrukt wurde seinerzeit vor dem Hintergrund der Erfahrungen in der Zeit des Nationalsozialismus gewählt, um im Falle eines erneuten Parteiverbots eine Beschlagnahme zu erschweren.
Vor dem Haus erinnern drei Stolpersteine an die von den Nationalsozialisten verfolgten Sozialdemokraten Wilhelm Bock, Karl Meitmann und Ludwig Wellhausen.